# Styckekranen

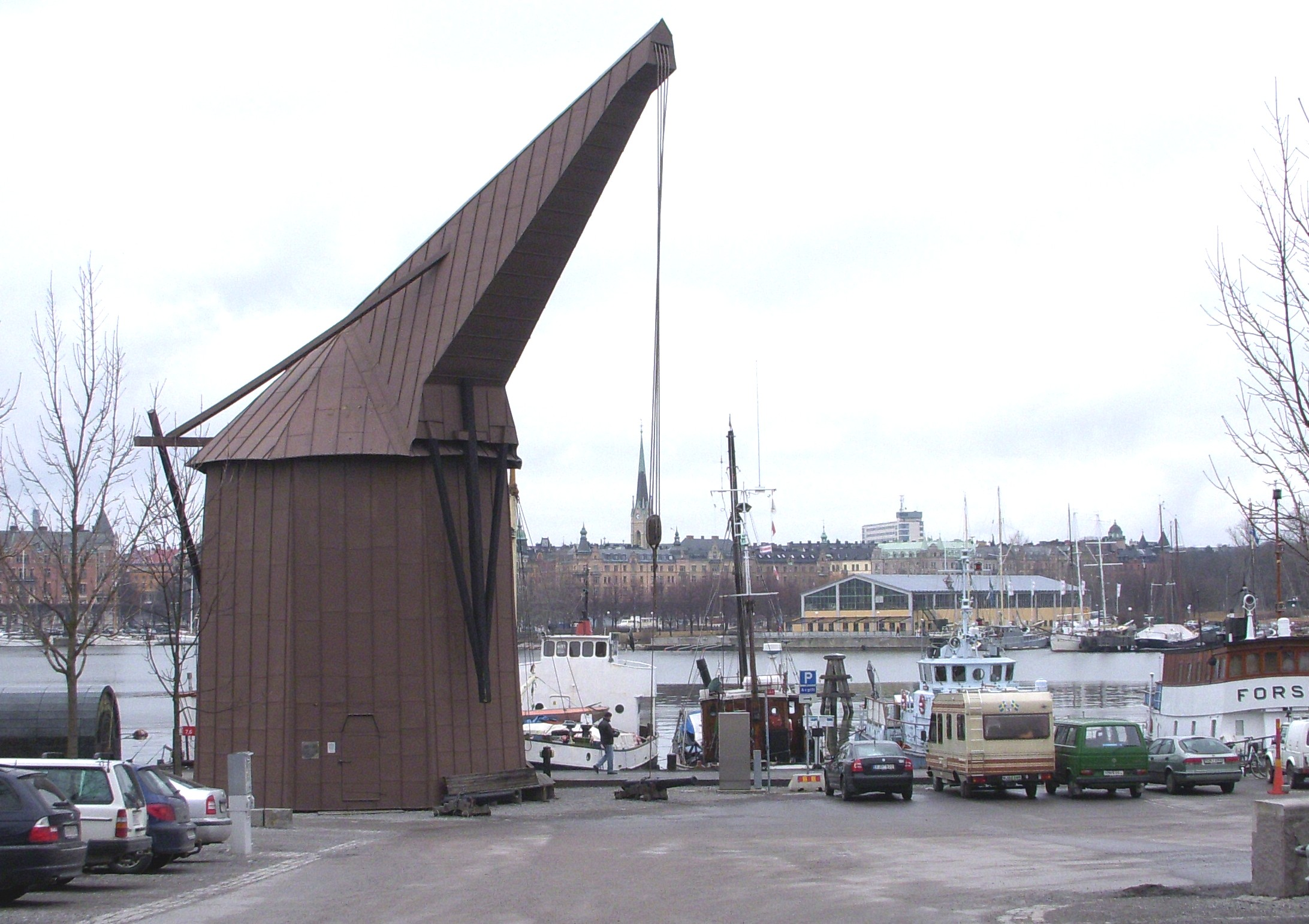
Styckekranen på Skeppsholmen april 2009

Styckekranen på Skeppsholmen i Stockholm är en lastkran från år 1751 som står på Östra Brobänken nedanför Moderna museets baksida. Den fungerar fortfarande som ursprungligen avsedd.
Styckekranens föregångare fanns här redan 1647, den användes för att lyfta och förflytta kanoner in och ur skepp. Den ursprungliga kranen tjänstgjorde ända till 1749, till slut var den utsliten och havererade. År 1751 ersattes den med den styckekran som finns idag. Det är en träbyggnad som är täckt med järnplåt.  Lyftkraften producerades av människor som gick i två tramphjul, dessutom finns ett svänghjul som används för vridfunktionen. Kranen hyrdes ut ibland till privatpersoner och handelshus, vilket gav kronan god inkomst. 1935 blev Styckekranen statligt byggnadsminne. År 1978 brandskadades kranen men reparerades och sattes åter i stånd och tramphjulen nytillverkats.

## Bildgalleri

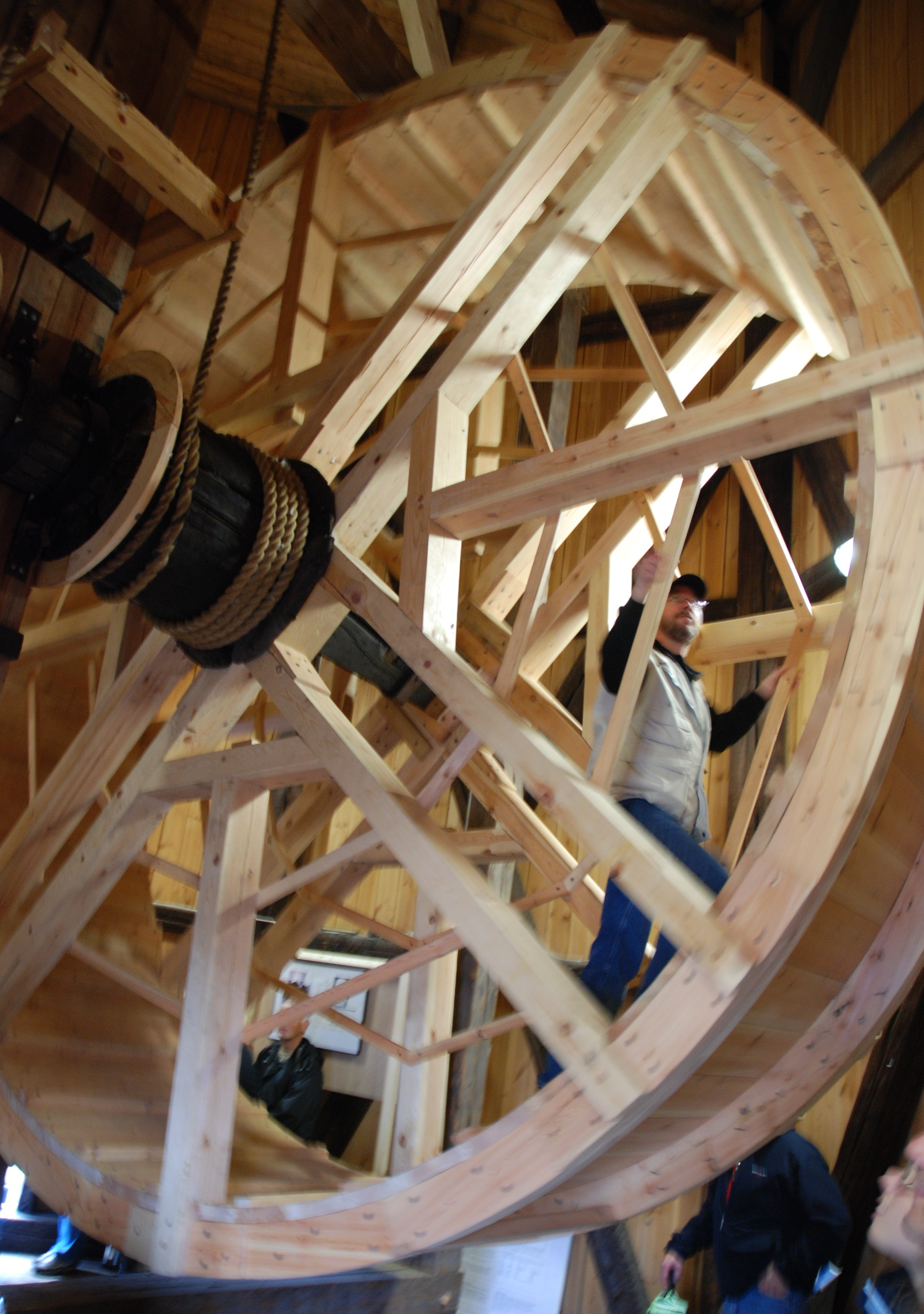
Trampgången
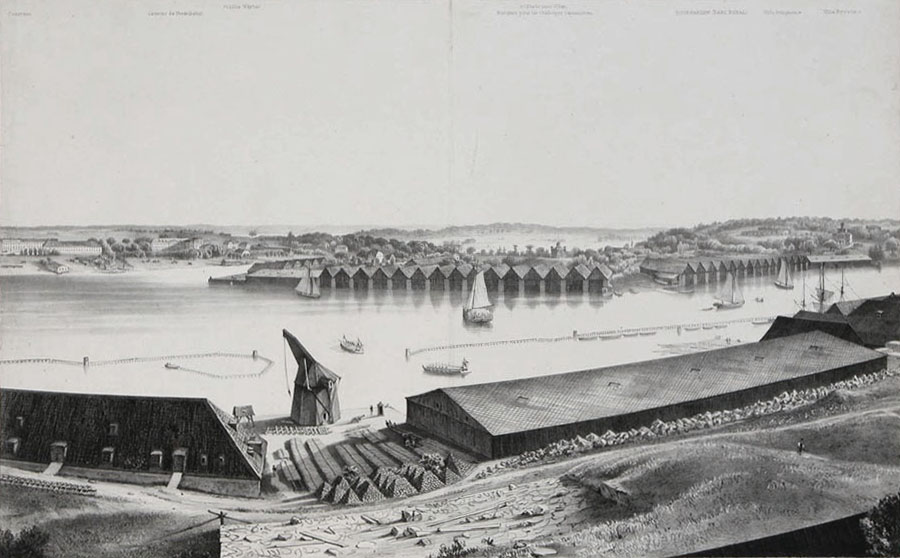
Styckekranen cirka 1850 på litografi av Billmark